# Alexandre Gérard
Pour les articles homonymes, voir Gérard.
Jacques Alexandre Gérard, né le 13 avril 1780 à Paris où il est mort le 28 octobre 1832, est un naturaliste français.

## Biographie
Élève de l'École polytechnique en 1798, il fait partie de l'Expédition d'Égypte.
Affecté au génie, il participe au siège d'Alexandrie. Fatigué, il rentre en France le 14 novembre 1798, mais est capturé par un corsaire barbaresque le 25 novembre. Il arrive le 17 janvier 1800 à Constantinople, où il est enfermé au château des Sept tours. Sa captivité dura près de trois ans.
De retour en France, il est nommé directeur des contributions directes à Chambéry.